# Souméras
Souméras is een gemeente in het Franse departement Charente-Maritime (regio Nouvelle-Aquitaine) en telt 279 inwoners (1999). De plaats maakt deel uit van het arrondissement Jonzac.

## Geografie
De oppervlakte van Souméras bedraagt 6,2 km², de bevolkingsdichtheid is 45,0 inwoners per km².
De onderstaande kaart toont de ligging van Souméras met de belangrijkste infrastructuur en aangrenzende gemeenten.

## Demografie
Onderstaande figuur toont het verloop van het inwonertal (bron: INSEE-tellingen).